# 遼東寧遠總督
遼東寧遠總督，明朝末年設立的一個臨時總督職位。
崇禎十四年冬設立，自薊遼總督中分離而出，負責山海關外各鎮鎮守。后因與清軍交戰不利，轄區僅僅剩下遼東部份剩餘地所。崇禎十七年，併入薊遼總督。